# Aloha ʻOe
Pour les articles homonymes, voir Aloha Oe (homonymie) et Aloha (homonymie).
Aloha ʻOe (pouvant se traduire par Adieu à toi) est une chanson en hawaïen de Liliʻuokalani. Bien qu'il existe plusieurs variantes de l'histoire des origines de la chanson, toutes ont en commun que cette dernière a été inspirée par une accolade d'adieu du colonel James Harbottle Boyd (en) lors d'une sortie à cheval faite par Liliʻuokalani au ranch Boyd de Maunawili (Hawaï) (en) en 1877 ou 1878. L'expédition aurait chanté la chanson lors du retour vers Honolulu. Selon les versions, l'accolade aurait été faite à Liliʻuokalani, à sa sœur Likelike ou à une jeune fille du ranch.

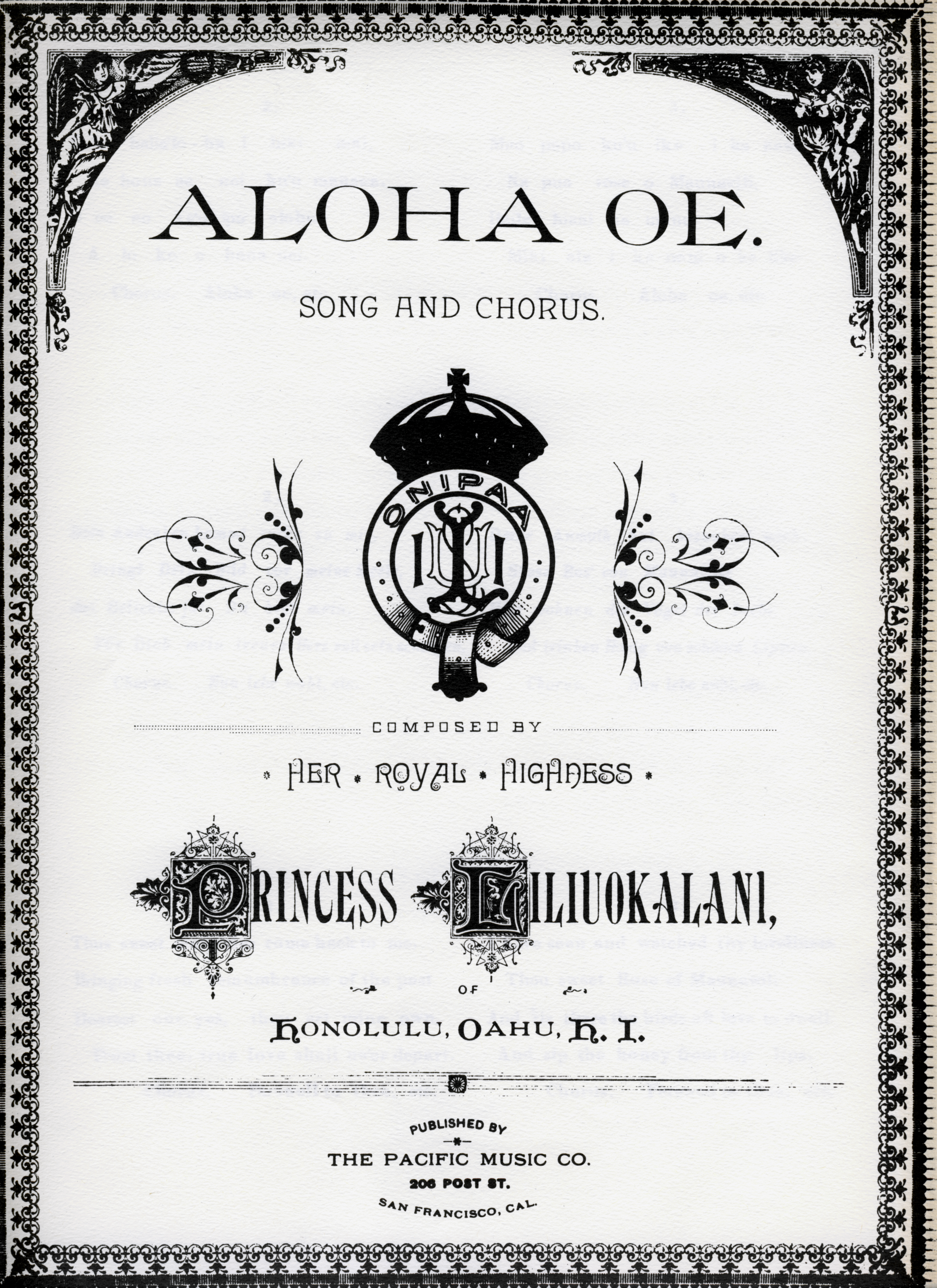
Aloha ʻOe (1890).

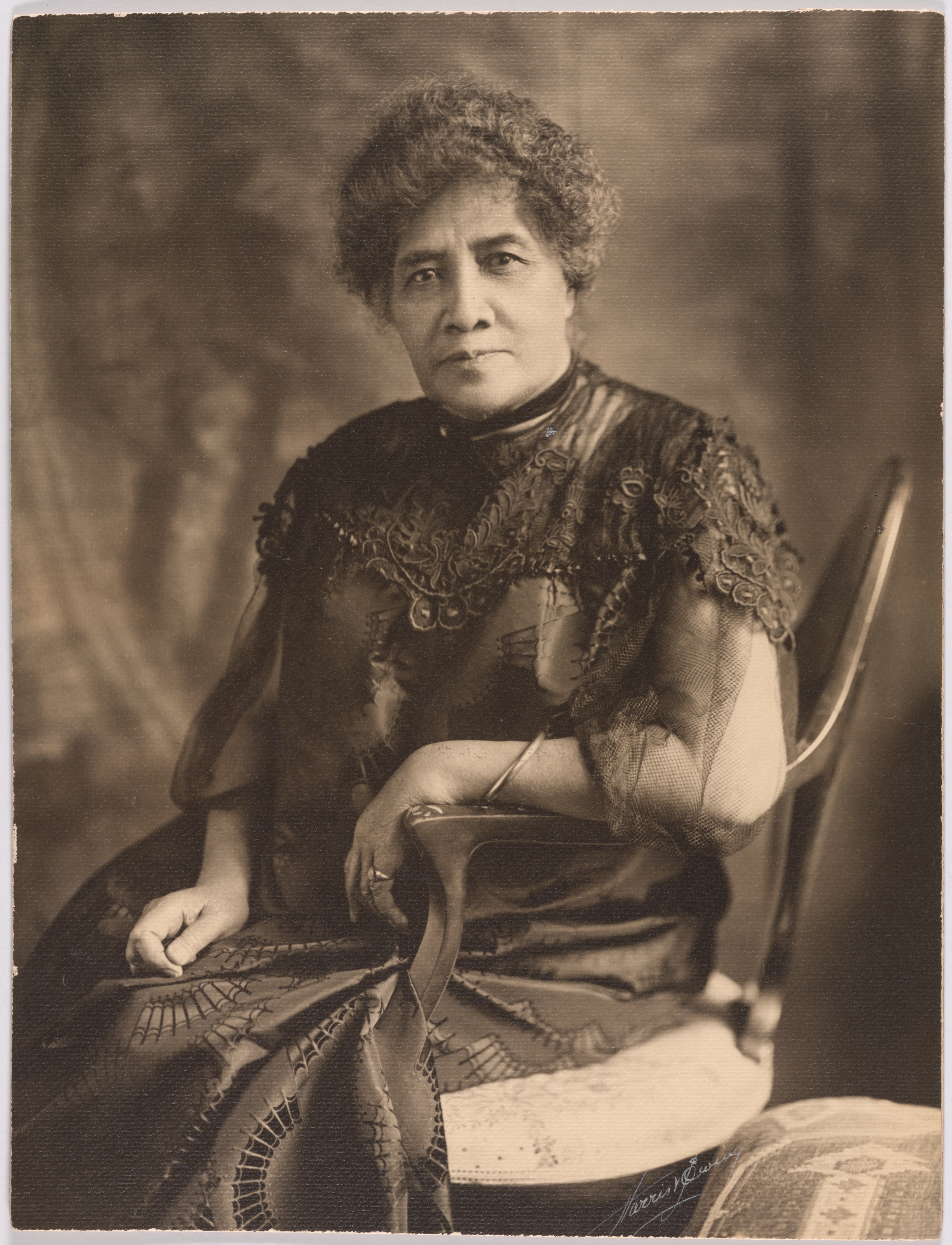
Liliʻuokalani (1908).

Les archives nationales d'Hawaï gardent une version manuscrite par Liliʻuokalani de la chanson datée de 1878.

## Paroles
| Haʻaheo ka ua i nā pali           | La pluie balaie fièrement les falaises           |
| Ke nihi aʻela i ka nahele         | Alors qu'elle glisse entre les arbres            |
| E hahai (uhai) ana paha i ka liko | Suivant toujours et à jamais le bulbe            |
| Pua ʻāhihi lehua o uka            | l'ʻāhihi lehua de la vallée                      |
|                                   |                                                  |
| Hui:                              | Refrain :                                        |
| Aloha ʻoe, aloha ʻoe              | Adieu à toi, adieu à toi                         |
| E ke onaona noho i ka lipo        | Le charmant qui habite la maison d'été ombragée  |
| One fond embrace,                 | Une douce accolade                               |
| A hoʻi aʻe au                     | Bientôt je pars                                  |
| Until we meet again               | Jusqu'à ce que nous nous revoyons                |
|                                   |                                                  |
| ʻO ka haliʻa aloha i hiki mai     | De doux souvenirs me reviennent                  |
| Ke hone aʻe nei i                 | Ainsi que la mémoire                             |
| Kuʻu manawa                       | Du passé                                         |
| ʻO ʻoe nō kaʻu ipo aloha          | Très cher, tu es mien                            |
| A loko e hana nei                 | De toi, le véritable amour ne s'éloignera jamais |
|                                   |                                                  |
| Tomago:                           | Refrain ? :                                      |
| Maopopo kuʻu ʻike i ka nani       | J'ai vu et observé ta tendresse                  |
| Nā pua rose o Maunawili           | La douce rose de Maunawili                       |
| I laila hiaʻia nā manu            | Et ici où séjournent les oiseaux de l'amour      |
| Mikiʻala i ka nani o ka lipo      | Et boit le miel de tes lèvres                    |
| Hui                               | Refrain                                          |

## Dans la culture populaire
- Dans le film Lilo et Stitch (2002), la chanson est chantée brièvement par Nani. Elle est chantée à nouveau par Lilo, Stitch et Reuben afin d'éteindre les clones de Leroy[4],[5]. La chanson fait également partie de la bande sonore de la suite Lilo and Stitch 2:Island Favorites[6].
- Dans l'anime Space Dandy (2014), le personnage principal est aux commandes d'un vaisseau spatial nommé l'Aloha Oe[7],[8],[9].
- La nouvelle Aloha Oe de Jack London intègre le refrain de la chanson[10].
- Dans le film Dernier train pour Busan (2016), la chanson est chantée par l'un des personnages principaux au début et à la fin du film et figure dans le générique en instrumental